# Megachile latimetatarsis
Megachile latimetatarsis är en biart som beskrevs av Embrik Strand 1911. Megachile latimetatarsis ingår i släktet tapetserarbin, och familjen buksamlarbin. Inga underarter finns listade i Catalogue of Life.